# مجزرة مخيم النصيرات (6 نوفمبر 2023)
مجزرة مخيم النصيرات (6 نوفمبر 2023) هي مجزرةٌ ارتكبها سلاح الجوّ الإسرائيلي حينما أغارَ على محيط منطقة مسجد بلال بن رباح، حيثُ عمل سلاح الجو الإسرائيلي على قصف عدة أماكن في مخيم النصيرات، وعمل على استهداف كافة أرجاء منطقة مسجد بلال بن رباح الواقع في شارع القادسية، حيثُ قام بقصف كافة أرجاء المنطقة طوال يوم الإثنين. ويوجد في محيط المسجد منازل مدنية تتبع لعائلات الغفير والمجدلاوي. هذه المجزرة من ضمن عدة مجازر وقعت خلال عملية طوفان الأقصى. تسبّبت هذه المجزرة الإسرائيليّة والتي استهدفت منطقة حيوية في استشهاد ما يزيد عن 21 شخصاً.

## خلفية الحدث
في ساعاتِ الصباح الأولى من يوم السابع من أكتوبر 2023 أطلقت حركة المقاومة الإسلامية حماس عبر ذراعها العسكري كتائب الشهيد عز الدين القسام عملية طوفان الأقصى وذلك ردًا على الاعتداءات الإسرائيلية وتدنيس الأقصى والاستمرار في الاستيطان، كما أكّد على ذلك محمد الضيف القائد العام للقسّام والذي أعطى إشارة انطلاق العمليّة التي شهدت اقتحامًا من المقاومين لمستوطنات غلاف غزة ونجحوا في قتلِ عدد كبيرٍ من الجنود الإسرائيلين، وأسر عشرات آخرين كما استطاعوا خلال ساعات قطع عشرات الكيلومترات ووصلوا لمستوطنات أبعد من تلك المحيطة والقريبة من قطاع غزة.
استمرَّت الاشتباكات بين الجيش الإسرائيلي وبين المقاومين في عديد من المستوطنات وعلى رأسها مستوطنة سديروت. الرد الإسرائيلي على هذه العمليّة جاء من خلال شنّ سلاح الجو الإسرائيلي عشرات الغارات العشوائيّة على القطاع متسبّبة في مقتل عشرات المدنيين وتدمير البنية التحتية لمدن القطاع، ليصل حد فرض إغلاق شامل وقطع متعمد لكل الخدمات من ماء وكهرباء وغاز، وهو ما هدَّد حياة أكثر من مليونَي فلسطيني يعيشُ داخل القطاع الذي يُعاني أصلًا من تبعات الحصار الخانق عليهم منذ ستة عشر عاماً.
وفي مساء يوم 27 أكتوبر/تشرين الأول، أعلن جيش الاحتلال الإسرائيلي بدء الهجوم بري على قطاع غزة من خلال بدء التوغل في بلدة بيت حانون ومخيم البريج. حدث الهجوم وسط سلسلة من الغارات الجوية الإسرائيلية واسعة النطاق التي أدت إلى قطع الاتصالات المتنقلة والوصول إلى الإنترنت في غزة.

## الضحايا
1. حسن مطيع الغفير.
2. أمير حسن الغفير.
3. حسام حسن الغفير.
4. زوجة أمير الغفير وجنينها.
5. زوجة حسام الغفير.
6. حسن أمير الغفير.
7. محمد أمير الغفير.
8. يوسف أمير الغفير.
9. أحمد أمير الغفير.
10. حسن حسام الغفير.
11. عمرو حسام الغفير.
12. وسام حسن الغفير.
13. أمية حسن الغفير.
14. آية حسن الغفير .
15. حسن عبد الفتاح المجدلاوي.
16. إيمان حسن الغفير.
17. براء حسن المجدلاوي.
18. يامن حسن المجدلاوي.
19. بنان حسن المجدلاوي.
20. نوران حسن المجدلاوي.
21. أفنان حسن المجدلاوي.